# Aundrae Allison
(en) Statistiques sur pro-football-reference
(en) Statistiques sur statscrew
Aundrae Akeem Allison (né le 25 juin 1984 à Kannapolis) est un joueur américain de football américain.

## Enfance
Allison étudie à la A.L. Brown High School de Kannapolis. Il est nommé parmi un des meilleurs de l'État de Caroline du Nord.

## Carrière

### Université
Il entre à l'université de Caroline de l'Est où il joue pour l'équipe de football américain des Pirates. Pour sa dernière année universitaire, il est nommé dans l'équipe de la Conférence USA après avoir reçu soixante-deux passes pour 708 yards et quatre touchdowns.

### Professionnel
Aundrae Allison est sélectionné au cinquième tour du draft de la NFL de 2007 par les Vikings du Minnesota au 146e choix. Lors de sa saison de rookie, il officie surtout comme kick returner où lors de la treizième journée, il retourne un coup en touchdown de 104 yards, battant le record de la franchise. Il entre au cours de onze matchs comme receveur. La saison suivante, il reste au poste de receveur remplaçant. Les Vikings tentent de l'échanger pendant la pré-saison 2009 mais comme cela échoue, il est libéré par la franchise le 4 août 2009.
Le lendemain de sa libération, il signe avec les Jets de New York et libère Mario Urrutia pour permettre à Allison d'intégrer l'équipe. Néanmoins, lors du dernier match de pré-saison, contre les Eagles de Philadelphie, il se blesse gravement et il est libéré le 29 août. Il reste sur les listes d'agents libres durant deux saisons.
Allison est sélectionné au quatrième tour du draft de la UFL par les Destroyers de Virginie au dix-neuf choix. Il signe officiellement avec l'équipe avec le 6 juillet 2011. Avant le début de la saison, il suscite l'intérêt des Buccaneers de Tampa Bay qui l'intègre à leur équipe le 14 août mais là non plus, il ne convainc pas ses entraîneurs et il est libéré le 29 août. Il revient chez les Destroyers après sa libération.

## Palmarès
- Équipe de la Conférence USA 2005
- Seconde équipe de la Conférence USA 2006
- Vainqueur du UFL Championship Game 2011